# Сандомирская конфедерация

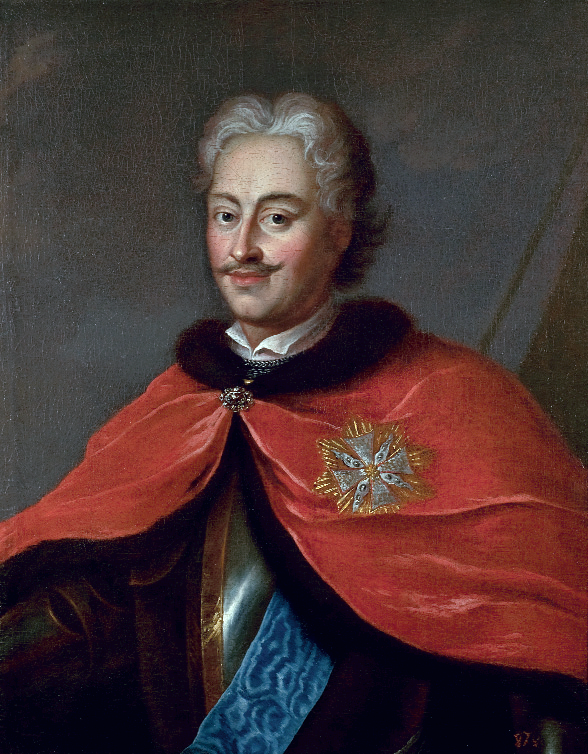
Маршалок конфедерации Станислав Эрнест Денхоф.

Сандоми́рская конфедера́ция — конфедерация Речи Посполитой, заключённая в Сандомире 20 мая 1704 года во время Великой Северной войны в ответ на заключенное в том же году в Варшаве прошведскую Варшавскую конфедерацию. В Великой Северной войне конфедераты выступали противниками Швеции и сторонниками Московского царства.
Сандомирская конфедерация была основана низложенным королём Августом II и состояла в основном из его сторонников из Малопольши. Маршалком конфедерации стал Станислав Эрнест Денхоф. Война между Варшавской и Сандомирской конфедерациями продолжалась три года и известна как Гражданская война в Польше 1704—1706 годов. Сторонники Августа II вместе с Сандомирской конфедерацией, опираясь на Нарвский договор между Польшей и Русским царством, фактически делегировали России часть функций польского государственного аппарата. Сандомирская конфедерация фактически просуществовала до 1717 года.